# 坂本一雪
坂本 一雪 （さかもと かずゆき、1974年3月26日 - ）は、日本の映画監督、脚本家、ゲームデザイナー。

## 経歴
大阪芸術大学卒業後、人気ホラー・オリジナルビデオ『ほんとにあった! 呪いのビデオ』シリーズにおいて撮影と編集を務める。当時監督に抜擢されたばかりであった松江哲明と共に新しい切り口でシリーズの制作を行い、松江の降板後は自身で構成・演出（実質の監督）を手掛けた。シリーズ全体の雰囲気を壊すことなく「演出補」と呼ばれるスタッフを多く出演させ、よりドキュメンタリー性の強い作品に仕立てた。それまでのシリーズでも演出助手やスタッフの出演はあったものの、坂本の作品ほどの特徴がある演出ではなく、坂本が監督を務めていた当時の同シリーズは全体的に評価が高く、『ほん呪』が並外れた長寿シリーズへとつながってゆく基礎を担った。現在でも彼の担当した「中古ビデオ」「疾走！」「井戸」といった動画がテレビ特番やYouTubeなどの動画サービスにおいて、伝播拡散を目的に断片的に利用されている。（その他『実録！呪われた心霊体験1 怨霊激撮100連発！！』収録の「テケテケ」も同様によく利用される）その後も『怪奇！アンビリーバブル』シリーズ、『こっくりさん 日本版』『呪われた心霊体験』などの様々なホラー作品でも監督を務めている。
劇場公開映画としての監督デビューは『日野日出志のザ・ホラー怪奇劇場 恐怖列車』で果たした。
監督や撮影以外にもG-modeケータイゲーム配信恋愛アドベンチャーゲーム『彼なりの純愛』の企画・プロデューサーや『勇者死す。』の制作サポートも行っている。又、撮影や映像の文化を重んじており、講師などを行いながら若き後輩達に撮影手法等を教える傍らに、映像記録媒体がデジタル化されてゆく事を懸念し、8ミリを代表とする映像フィルムを存続させる活動も積極的に行っている。
2012年に合同会社ぬらりひょんを設立。
近年は『毎日の耳かき』『激おこプーチソ丸』といったゲーム、アプリケーションのプロデュース、開発に活動を移している。
しかし、『ほんとうに映った!監死カメラ』シリーズの監修などで名前が確認できる。

## 監督

### 劇場公開作品
- 日野日出志のザ・ホラー怪奇劇場 - 第二夜 恐怖列車 (2004)

### オリジナルビデオ
- ほんとにあった! 呪いのビデオ 11 - 15、Special 3 - 5 (2002 - 2005)
- 自殺霊 (2003)
- 怪奇！アンビリーバブル Special 2 (2003)
- 怪奇！アンビリーバブル 実録！祟られた写真 (2004)
- 怪奇！アンビリーバブル 驚愕！呪殺写真 (2005)
- 怪奇！アンビリーバブル 除霊！最恐悪霊写真 (2005)
- こっくりさん 日本版 (2005)
- 実録！呪われた心霊体験1 怨霊激撮100連発！！ (2005)
- 実録！呪われた心霊体験2 怨霊激撮100連発！！ (2005)
- 実録！呪われた心霊体験3 怨霊激撮100連発！！ (2006)
- 隣之怪　参談 「ツイテナイ」 (2007)
- 意味が分かると怖いビデオ 意味怖 (2016)
- 意味が分かると怖いビデオ 意味怖 2 (2016)

## 脚本
- 心霊写真 呪撮　(2006)

## 撮影・編集
- ほんとにあった! 呪いのビデオ 8 - 10 (2001 - 2002)
- ほんとにあった! 呪いのビデオ Special 2 (2001)
- 呪霊 THE MOVIE 黒呪霊 (2004)

## 監修
- ほんとうに映った！監死カメラ 2 - 10（2012 - )

## ゲーム
- 恋愛アドベンチャー『彼なりの純愛』[2] (2010)　企画＆プロデュース
- 毎日の耳かき (2012)　開発＆プランナー
- 激おこプーチソ丸 (2013)　開発＆プランナー
- マンボウってすぐ死ぬよね (2014)　開発＆プランナー

## 関連人物
- 白石晃士
- 古澤健
- 赤犬
- 長木一記
- 桝田省治